# Сьрудка (Вармінсько-Мазурське воєводство)
Сьрудка (пол. Śródka, нім. Mittelgut) — село в Польщі, у гміні Ґетшвалд Ольштинського повіту Вармінсько-Мазурського воєводства.
Населення — 33 особи (2011).

## Демографія
Демографічна структура станом на 31 березня 2011 року:
|          | Загалом | Допрацездатний вік | Працездатний вік | Постпрацездатний вік |
| -------- | ------- | ------------------ | ---------------- | -------------------- |
| Чоловіки | 18      | 2                  | 13               | 3                    |
| Жінки    | 15      | 3                  | 7                | 5                    |
| Разом    | 33      | 5                  | 20               | 8                    |